# 酸
化学において、酸（さん、英: acid）とは、一部の化学物質を指す総称である。具体的な定義は後述。塩基の対義語。

## 概要
一般に、プロトン（H+）を与える、または電子対を受け取る物質である。歴史上、概念の拡大を伴いながら、幾つかの定義が考えられた。
酸・塩基は相対的な概念である。ある物質に対する酸が、他の物質に対して塩基であることが多い。例えば、水はアンモニアに対して酸である（H+を与える）が、塩化水素に対して塩基である（H+を奪う）。
{\displaystyle {\ce {H2O + NH3 <=> OH^- + NH4^+}}}
{\displaystyle {\ce {H2O + HCl <=> H3O^+ + Cl^-}}}
ただし、多くの場合で「酸」とは水に対する酸を意味する。
酸としてはたらく性質を酸性（さんせい）という。酸の強さは、一般に酸性度定数 Ka またはその負の常用対数 pKa によって定量的に表される。酸解離定数の大きい酸を強酸、小さい酸を弱酸と呼ぶ。純硫酸より強い酸を、特に超酸（超強酸）と呼ぶことがある。
酸性水溶液は、pHを7未満とし、一般に酸味を呈する。酸のなかには、硝酸や硫酸、三酸化硫黄など、酸化反応でできるものがある。
酸や酸性は、文脈によって「求電子剤」「求電子性」とも言及される。

## 酸の定義
以下に、それぞれの定義を概略のみ述べる。
アレニウス酸 (Arrhenius acid)
アレニウスの定義による酸。水溶液中においてプロトン ({\displaystyle {\ce {H^+}}}) を出す物質。下式において、塩化水素 (HCl) はアレニウス酸としてはたらいている。
{\displaystyle {\ce {HCl -> H^+ + Cl^-}}}
ブレンステッド酸 (Brønsted acid)
ブレンステッド-ローリーの定義による酸。反応する相手「B」に対しプロトンを与える物質。下式の反応で「AH」、あるいは「A+H」がブレンステッド酸。
{\displaystyle {\ce {{\mathbf {AH}}{}+ B -> A^{-}{}+ BH^+}}}
{\displaystyle {\ce {{\mathbf {A^+H}}{}+ B -> A{}+ BH^+}}}
ルイス酸 (Lewis acid)
ルイスの定義による酸。電子対を受け取る物質。下式の反応で「A」がルイス酸。

## 酸の塩基度
酸の1分子中に含まれる水素原子のうち、金属原子で置き換えられる水素原子の数をその酸の塩基度といい、塩基度2以上の酸を多塩基酸と呼ぶ。

### 一塩基酸
一塩基酸は中和反応において、一分子につきひとつのプロトンを出す。
（例：HA=一塩基酸）:
{\displaystyle {\ce {HA(aq) + H2O(l) <=> H3O^+ (aq) + A^- (aq)}}}        Ka

### 多塩基酸
多塩基酸は中和反応でその塩基度の数だけプロトンを出すことができる。
（例：H2A=二塩基酸）
{\displaystyle {\ce {H2A(aq) + H2O(l) <=> H3O^+(aq) + HA^- (aq)}}}       Ka1
{\displaystyle {\ce {HA^{-}(aq) + H2O(l) <=> H3O^+(aq) + A^{2-}(aq)}}}       Ka2
ここで一般的にKa1 > Ka2となる。
多塩基酸の濃度分率は一般にα
{\displaystyle \alpha _{\mathrm {H} _{n-i}\mathrm {A} ^{i-}}={{[\mathrm {H} ^{+}]^{n-i}\displaystyle \prod _{j=0}^{i}K_{j}} \over {\displaystyle \sum _{i=0}^{n}{\Bigl (}[\mathrm {H} ^{+}]^{n-i}\displaystyle \prod _{j=0}^{i}K_{j}}{\Bigr )}}}
で求めることができる。

## 代表的な酸
- 無機酸
  - ハロゲン化水素とその溶液
    - 塩化水素（塩酸）、臭化水素（臭化水素酸）、ヨウ化水素（ヨウ化水素酸）

  - ハロゲンオキソ酸
    - 次亜塩素酸、亜塩素酸、塩素酸、過塩素酸
    - 次亜臭素酸、亜臭素酸、臭素酸、過臭素酸
    - 次亜ヨウ素酸、ヨウ素酸、過ヨウ素酸

  - 硫酸(H2SO4)
  - フルオロスルホン酸
  - 硝酸(HNO3)
  - リン酸(H3PO4)
  - ヘキサフルオロアンチモン酸
  - テトラフルオロホウ酸
  - ヘキサフルオロリン酸
  - クロム酸(H2CrO4)
  - ホウ酸(H3BO3)
- スルホン酸
  - メタンスルホン酸
  - エタンスルホン酸
  - ベンゼンスルホン酸
  - p-トルエンスルホン酸
  - トリフルオロメタンスルホン酸
  - ポリスチレンスルホン酸
- カルボン酸
  - 酢酸
  - クエン酸
  - ギ酸
  - グルコン酸
  - 乳酸
  - シュウ酸
  - 酒石酸
- ビニル性カルボン酸
  - アスコルビン酸
  - メルドラム酸
- 核酸
  - デオキシリボ核酸
  - リボ核酸